# Júlia Takács
Júlia Takács Nyerges (née le 29 juin 1989 à Budapest) est une athlète espagnole spécialiste de la marche athlétique. Née en Hongrie, elle habite en Espagne depuis qu'elle a 14 ans. Elle remporte le titre du 20 km marche après disqualification des deux marcheuses russes arrivées avant elle lors des Championnats d'Europe espoirs d'athlétisme 2011 à Ostrava.

## Palmarès
| Date | Compétition                                 | Lieu           | Résultat | Épreuve         | Temps           |
| ---- | ------------------------------------------- | -------------- | -------- | --------------- | --------------- |
| 2008 | Championnats du monde juniors               | Bydgoszcz      | 6e       | 10 000 m marche | 45 min 58 s 29  |
| 2009 | Coupe d'Europe de marche                    | Metz           | 11e      | 20 km marche    | 1 h 37 min 01 s |
| 2009 | Championnats d'Europe espoirs               | Kaunas         | 5e       | 20 km marche    | 1 h 36 min 49 s |
| 2010 | Coupe du monde de marche                    | Chihuahua      | 26e      | 20 km marche    | 1 h 40 min 58 s |
| 2011 | Coupe d'Europe de marche                    | Olhão          | 10e      | 20 km marche    | 1 h 33 min 09 s |
| 2011 | Championnats d'Europe espoirs               | Ostrava        | 1re      | 20 km marche    | 1 h 31 min 55 s |
| 2011 | Universiade                                 | Shenzhen       | 1re      | 20 km marche    | 1 h 33 min 51 s |
| 2012 | Coupe du monde de marche                    | Saransk        | 10e      | 20 km marche    | 1 h 32 min 05 s |
| 2013 | Coupe d'Europe de marche                    | Dudince        | 22e      | 20 km marche    | 1 h 37 min 22 s |
| 2013 | Championnats du monde                       | Moscou         | 8e       | 20 km marche    | 1 h 29 min 25 s |
| 2014 | Coupe du monde de marche                    | Taicang        | 29e      | 20 km marche    | 1 h 30 min 43 s |
| 2014 | Championnats ibéro-américains               | São Paulo      | 1re      | 10 000 m marche | 43 min 10 s 95  |
| 2016 | Championnats du monde par équipes de marche | Rome           | 13e      | 20 km marche    | 1 h 29 min 47 s |
| 2016 | Jeux olympiques                             | Rio de Janeiro | 33e      | 20 km marche    | 1 h 35 min 45 s |
| 2018 | Championnats du monde par équipes de marche | Taicang        | 6e       | 50 km marche    | 4 h 16 min 37 s |
| 2018 | Championnats d'Europe                       | Berlin         | 3e       | 50 km marche    | 4 h 15 min 22 s |

## Records
| Épreuve      | Temps               | Lieu       | Date            |
| ------------ | ------------------- | ---------- | --------------- |
| 20 km marche | 1 h 27 min 58 s     | La Corogne | 2 juin 2018     |
| 50 km marche | 4 h 13 min 4 s (NR) | Burjassot  | 25 février 2018 |